# هنري شو بريغز
هنري شو بريغز (بالإنجليزية: Henry Shaw Briggs)‏ هو ضابط وسياسي أمريكي، ولد في 1 أغسطس 1824، وتوفي في 23 سبتمبر 1887. حزبياً، نشط في الحزب الجمهوري. وقد انتخب عضو مجلس نواب ماساتشوستس.